# STS-74
La STS-74 è una missione spaziale del Programma Space Shuttle.

## Equipaggio
- Kenneth D. Cameron (3) - Comandante
- James D. Halsell (2) - Pilota
- Chris A. Hadfield (1) - Specialista di missione - CSA
- Jerry Lynn Ross (5) - Specialista di missione
- William S. McArthur, Jr. (2) - Specialista di missione

Tra parentesi il numero di voli spaziali completati da ogni membro dell'equipaggio, inclusa questa missione.

## Parametri della missione
- Massa:
  - Navetta al lancio: 112.358 kg
  - Navetta al rientro: 92.701 kg
  - Carico utile: 6.134 kg
- Perigeo: 391 km
- Apogeo: 396 km
- Inclinazione orbitale: 51.6°
- Periodo: 1 ora, 32 minuti, 24 secondi